# Omary Tebweta Mgumba
Omary Tebweta Mgumba (* 27. April 1976) ist ein tansanischer Politiker der Partei der Revolution CCM (Chama Cha Mapinduzi), der zwischen 2015 und 2020 Mitglied der Nationalversammlung (Bunge) sowie von 2018 bis 2020 Stellvertretender Minister im Landwirtschaftsministerium war. Seit 2021 ist er Commissioner der Region Songwe.

## Leben
Omary Tebweta Mgumba besuchte von 1982 bis 1988 die Mkuyuni Primary School, die er mit einem Certificate of Primary Education Examination (CPEE) beendete. Danach absolvierte er zwischen 1989 und 1992 die Kigurunyembe Secondary School und von 1993 bis 1994 die Mkwawa Secondary School, an der ein Certificate of Secondary Education Examination (CSEE) erwarb, sowie schließlich 1995 die Azania Secondary School, die er mit einem Advanced Certificate of Secondary Education Examination (ACSEE) beendete. 1996 begann er seine berufliche Laufbahn beim Lebensmittel- und Agrarunternehmen Olam International und war dort 1996 kurzzeitig Inspektor für Qualitätskontrolle sowie anschließend zwischen 1996 und 1997 Leiter einer Untereinheit. Danach war er von 1997 bis 1998 administrativer Leiter und zwischen 1998 und 2004 Leiter einer Einheit, ehe er von 2005 bis 2007 Assistierender Manager war. 
Mgumba begann 2007 ein Studium der Betriebswirtschaftslehre an der University of Dar es Salaam (UDSM), welches er 2010 mit einem Bachelor of Business Administration (BBA) beendete. Er war gleichzeitig zwischen 2008 und 2011 Manager und zuletzt von 2012 bis 2015 Gebietsmanager bei Olam International. Daneben absolvierte er zwischen 2011 und 2015 ein postgraduales Studium der Betriebswirtschaftslehre an der UDSM, das er mit einem Master of Business Administration (MBA) abschloss. 2007 begann er seine politische Laufbahn in der Partei der Revolution CCM (Chama Cha Mapinduzi) und war zunächst Vorsitzender für Wirtschaft und Finanzen in einer Verwaltungseinheit. Er war zwischen 2012 und 2017 Vertreter der Region Morogoro im Nationalen Exekutivkomitee der CCM sowie Mitglied im Wirtschaftskomitee der CCM in der Region Morogoro und einem der dortigen Distrikte. Darüber hinaus engagierte er sich im Elternverband (Parent’s League), einer Unterorganisation der CCM, und war zwischen 2012 und 2017 Delegierter auf Distrikts-, Regions- und nationaler Ebene.
2015 wurde Omary Tebweta Mgumba für die CCM Mitglied der Nationalversammlung (Bunge) und vertrat in dieser bis zu seiner Ablösung durch Babu Tale 2020 den Wahlkreis Morogoro Kusini Mashariki. Im Kabinett von Premierminister Kassim Majaliwa war er von 2018 bis 2020 Stellvertretender Minister im Landwirtschaftsministerium. Am 15. Mai 2021 wurde er Commissioner der Region Songwe, wodurch er Chef der Verwaltung dieser Region wurde.